# Bárkányi Attila
Bárkányi Attila (Csurgó, 1947. április 5. –) formatervező, designmenedzser.

## Életpályája
1968 és 1973 a Magyar Iparművészeti Főiskola növendéke volt, mesterei Dózsa Farkas András és Németh Aladár. voltak. 1986 és 1989 között a Magyar Iparművészeti Főiskola, Menedzser- és Továbbképző Intézetet végezte el.
1973-1979 között a Videoton Fejlesztési Intézeténél számítástechnikai berendezéseket és orvosi műszereket tervezett, illetve ezekhez kapcsolódó dokumentációkat (grafikák) készített. 1985-91 között a vállalat külső tervezője volt.
1981-84-ben a Design Center munkatársaként a Magyar Gazdasági Kamara Műszeripari Tagozatához tartozó vállalatoknál a formatervezés helyzetével foglalkozott. 
1984-től tanít formatervezést a Magyar Iparművészeti Főiskolán, 1990-től docens. 
1976-86 között az Opteam alkotóközösség tagjaként köztéri bútorok, városi-városrészi környezettervezési feladatok, lakberendezési tárgyak designere. 
1991-ben létrehozta az Opteam Kft.-t, amelynek ügyvezetője és résztulajdonosa, itt ipari formatervezési, épületgépészeti és grafikai tervezési, illetve kivitelezési munkákat végez. 
1990-91 között az Ipari Formatervezők Társaságának elnöke volt.
A "…multinacionális cégek a globális designban hisznek: úgy kell kialakítani a terméket,  
hogy mindenütt a világon ugyanazt az üzenetet hordozza" - mondja Bárkányi Attila [forrás?]

## Fontosabb munkái
- belsőépítészet (1993–94, MNB-üdülő [Bánáti Jánossal, Csepregi Sándorral])
- komplett belsőépítészet (77 elektronika Kft. Irodaház [Bánáti Jánossal, Radnóti Györggyel])
- Salátabár (1994, Budapest)
- Idom Rt.-irodák (1994)
- OIT Rt. irodaház (1994–95), komplett belsőépítészet (1995–96, Székesfehérvár, Polgármesteri Hivatal)
- komplett belsőépítészet (1996, Budapest, Régi Játéknagykereskedés Irodaház és Bemutatóterem).

## Válogatott csoportos kiállítások
- 1977 • Design. Ipari formák a lakásban, Iparművészeti Múzeum, Budapest
- 1980 • Belsőépítészet 1970-80, Műcsarnok, Budapest
- 1981 • II. Fémműves Quadriennálé, Miskolci Galéria
- 1984-90 • Ipari Formatervezési Triennálé, Szent István Király Múzeum, Székesfehérvár.